# ACB (архиватор)
ACB (Associative Coder of Buyanovsky) — условно-бесплатный файловый архиватор, разработанный Георгием Мечиславовичем Буяновским.

## Описание функциональности
Автор опубликовал базовое описание нового алгоритма сжатия данных, который назвал «ассоциативным кодером». Первую версию выпустил в 1995 или 1996, и вторую в 1997. Этот архиватор на момент создания и дальнейшей разработки обеспечивал один из наиболее высоких коэффициентов сжатия данных, например текстовые файлы сжимал лучше чем RAR. Это была новая идея сжатия данных, объединяющая концепции существующих статистических и основанных на словаре алгоритмов с совершенно оригинальными идеями.

## Ограничения программы
При высоком коэффициенте сжатия, работает медленней многих архиваторов того времени. Не имеет функции добавления или извлечения отдельных файлов из архива. Файлы с любыми атрибутами помещаются в архив, при этом максимальный размер отдельного файла не должен превышать 64 мБ, а максимальное количество файлов в архиве не должно превышать 4096. 
Размер строки пути к файлу с именем, расширением и атрибутами не должен превышать 256 кБ.

## Технические требования
Рекомендован Pentium от 133 мГц, от 16 мБ оперативной памяти с 512 кБ кэша, MS-DOS от версии 6.